# Kyselina difluorofosforečná
Kyselina difluorofosforečná je anorganická sloučenina se vzorcem HPO2F2, difluorovaný derivát kyseliny trihydrogenfosforečné; vytváří soli nazývané difluorofosforečnany. Za standardních podmínek jde o bezbarvou kapalinu. Tato kyselina má omezené využití, což je částečně způsobeno její tepelnou a hydrolytickou nestabilitou.
Připravuje se hydrolýzou trifluoridu fosforylu:
POF3 + H2O → HPO2F2 + HF
Další hydrolýzou vzniká kyselina monofluorofosforečná:
HPO2F2 + H2O → H2PO3F + HF
Produktem úplné hydrolýzy je kyselina fosforečná:
H2PO3F + H2O → H3PO4 + HF